# Ax-3 domaines

Ax-3 Domaines é uma estação de esqui situada no departamento de Ariège, na região de Midi-Pyrénées, no planalto de Bonascre.

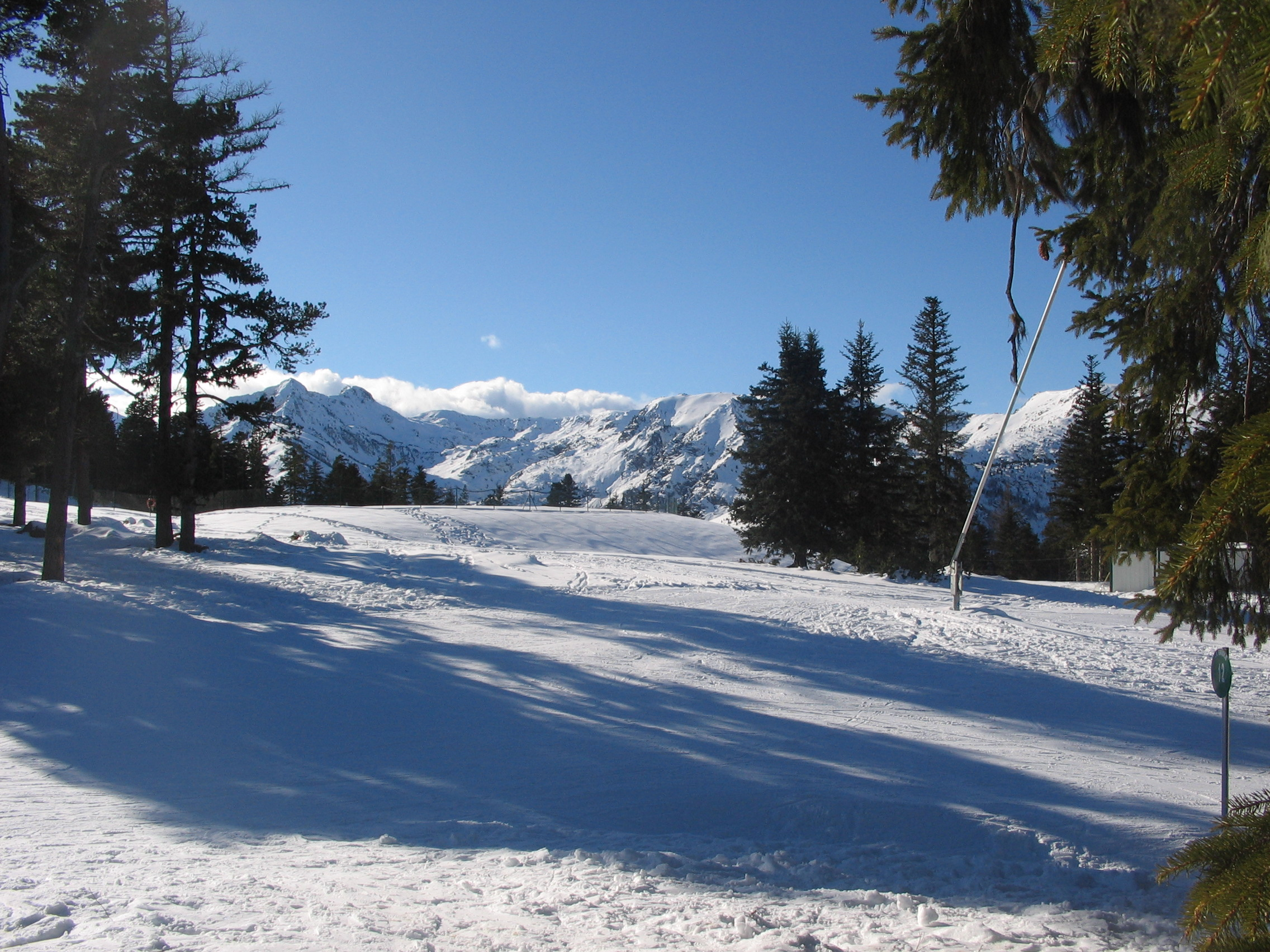
Ax-3 domaines.

## Tour de France
A estação é utilizada em cinco estágios do ciclo da corrida Tour de France com a sua primeira aparição ocorrida em 2001, quando foi chamada de "Ax-les-Thermes – Plateau de Bonascre". Em 6 de julho de 2013, a oitava etapa do Tour de France terminou no resort, a uma altitude de 1.375 m (4.511 pés). 